# Kinbrae, Minnesota
Kinbrae, Minnesota (енгл. Kinbrae) град је у америчкој савезној држави Минесота.

## Демографија
По попису из 2010. године број становника је 12, што је 9 (-42,9%) становника мање него 2000. године.
| Група             | 2000.       | 2010.       |
| Белци             | 21 (100,0%) | 12 (100,0%) |
| Афроамериканци    | 0 (0,0%)    | 0 (0,0%)    |
| Азијати           | 0 (0,0%)    | 0 (0,0%)    |
| Хиспаноамериканци | 0 (0,0%)    | 0 (0,0%)    |
| Укупно            | 21          | 12          |